# حاكم ولاية روماني
الحاكم الروماني (بالإنجليزية: Roman governor)‏ هو مسؤولٌ حكومي في روما القديمة كان إما ينتخب أو ينصِّبه الإمبراطور ليكون حاكم مقاطعةٍ إدارية أو أكثر من الإمبراطوريَّة ومطبِّق القانون الروماني فيها.
كان الاسم العاميُّ الذي يطلق على الحكام بروما هو العميد (Rector provinciae)، وهو ما يعكس الأهميَّة الفائقة الإستراتيجية والسياسية لمنصب الحاكم الروماني.
في مطلع عهد الإمبراطورية الرومانية، كان يوجد نوعان من المقاطعات الإدارية: المقاطعة الإمبراطورية، التي يتولَّى تنصيب حكامها إمبراطور روما بنفسه، والمقاطعة السيناتورية، التي يتولَّى تنصيب حكامها مجلس الشيوخ الروماني.
كان الحاكم الروماني مسؤولاً عن تولّي الإدارة المالية بالمقاطعة التي يحكمها، وفي الآن ذاته كان رئيس قضاة هذه المقاطعة. فقد كان الحاكم هو الشَّخص الوحيد المخوَّل بمقاطعه لتطبيق عقوبة الإعدام، وعادة ما كان يُحَاكَم المتهمون بقضايا تتطلب هذه العقوبة في حضوره. كان من المحتّم على من يريد أن يطعن بقرارٍ للحاكم أن يسافر كل الطريق إلى روما ويعرض حالته بين يدي إمَّا بريتورٍ مدني أو الإمبراطور نفسه، وهي مهمَّة مكلفةٌ ومرهقةٌ جداً، وبالتالي كانت نادرةً جداً، وحتى لو طُبِّقت هذه المهمة فإن احتمالية نجاح الطَّعن بقرارٍ للحاكم كانت صغيرة جداً. كان يسافر الحاكم الروماني أحياناً أيضاً إلى المدن المهمَّة في مقاطعته للنظر بالقضايا التي تتطلَّب حضوره.
عدا عن القضاء والاقتصاد، كانت تتضمَّن مسؤوليات الحاكم الروماني كذلك العسكرية، فقد كان يتولى الحاكم قيادة جميع القوات العسكرية المتمركزة بمقاطعته. كانت تشمل هذه القوات بالمقاطعات الهامة والأساسية فيالق كاملة، لكن في أنحاءٍ أخرى لم تكن تتكوَّن إلا من قوات الاحتياط. بالتالي، كان لدى الحاكم ما يكفي من السُّلطة لقمع الجماعات الإجرامية والثورات الشعبية بمقاطعته دون الحاجة إلى إذن الإمبراطور أو مجلس الشيوخ.